# 세아
세아(1995년 11월 26일 ~)는 대한민국의 가수, 작곡가다. 2013년 세아&키썸 싱글앨범 [First Love]로 데뷔했다.

## 방송
- 슈퍼스타K 3 (2011) - Top32
- 메이드 인 유 (2012) - 3위

## 음반
- First Love (2013)
- Liar (2014)
- Little Love (2018)
- Purple : EP (2018)
- Trouble (FIXL Remix) (2018)
- Love Me Now (2018)
- U (2019)
- 마녀식당으로 오세요 OST Part.1 (2021)
- 마녀식당으로 오세요 OST Special (2021)

## 작곡, 작사
- TREASURE - BOY (2020) - 작곡, 작사
- 린 - 두 마음에 빛이 나 (2018) - 작곡
- 에일리 - Home (2016) - 작곡
- 연애 말고 결혼 OST '김나영-바라고 바라고' (2014) - 작사
- 임정희 - feel so good (2013) - 작사